# Музей современного искусства Доннареджина
Музей современного искусства Доннареджина (итал. Museo d'arte contemporanea Donnaregina также Музей MADRE) — музей современного искусства, расположенный на площади Кавур в Неаполе, в Италии.

## История
Музей был открыт в 2005 году в трехэтажном палаццо Доннареджина на улице Сеттембрини. Здание сохранилось с эпохи швабской династии XIII столетия. В XIX веке палаццо был приобретён банком Неаполя, а в 2004 году оно было отремонтировано и переоборудовано под музей португальским архитектором Алвару Сиза Виейра. В кассе музея под полом была оставлена видимой часть стены IV—V веков до нашей эры.
В 2015 году музей получил титул лучшего выставочного пространства «модерн арт» в Италии. В августе, несколько лет подряд, музей традиционно устраивает бесплатное посещение экспозиций.

## Собрание
В музее представлены произведения итальянских авторов художественного движения Arte Povera конца 1960—1970-х — Яннис Кунеллис, Марио Мерц, Джулио Паолини, Джованни Ансельмо, Джузеппе Пеноне, Франческо Клементе и многие другие.
Помимо итальянских художников, в музее собраны произведения зарубежных авторов: «Юдифь и Олоферн» американца Ричарда Серра, статуэтка «Дикий мальчик и щенок» Джеффа Кунса, работа «Духи» немецкой художницы Ребекки Хорн, концептуальная инсталляция «Темный брат» британско-индийского скульптора Аниша Капура. Также постоянная экспозиция содержит провокационную композицию «Когда логика умирает» Дэмьена Хёрста, один из портретов Йозефа Бойса, созданных Энди Уорхолом и рядом других произведения современных авторов — Гилберта и Джорджа, Лучо Фонтана, Олафуром Элиассоном. Несколько стен музея расписаны Солом Левиттом и Ричардом Лонгом.
Кроме постоянной экспозиции на третьем этаже музея проходят временные выставки актуальных художников. Также в музее проводятся образовательные курсы и культурные мероприятия, открыт книжный магазин и зрительный зал.